# Clos Fourtet
Koordinaten: 44° 53′ 42,3″ N, 0° 9′ 29,1″ W

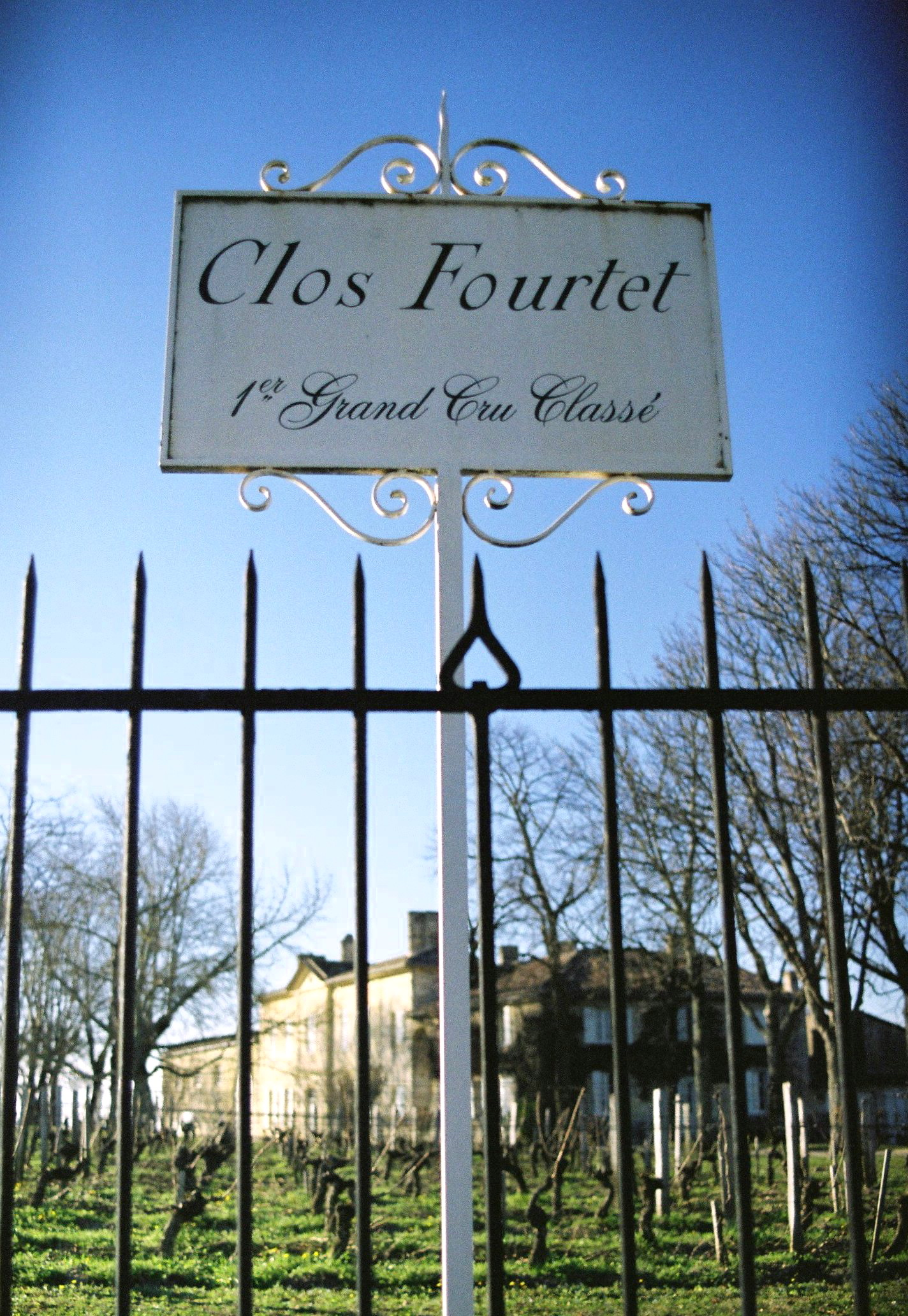
Weingut Clos Fourtet

Clos Fourtet (früher auch Château Fourtet oder Château Clos Fourtet) ist eines der bedeutenden und traditionsreichsten Weingüter der französischen Gemeinde Saint-Émilion in der Region von Bordeaux. In der Hierarchie der Rotweine von Saint-Émilion gehört es als Premier Grand Cru classé B (seit 1955 ununterbrochen eingestuft), der zweithöchsten Stufe an (siehe auch den Artikel Bordeauxwein (Klassifikation)). Der seit 1998 produzierte Zweitwein heißt Closerie de Fourtet (bis 2006 auch wahlweise Martialis de Fourtet benannt).
Der Name des Weinguts leitet sich von einer kleinen Befestigungsanlage ab, die sich vor dem 17. Jahrhundert an gleicher Stelle befand und Campfort bzw. Camp Fourtet hieß. Das Weingut ist Mitglied der 1973 gegründeten Union des Grands Crus de Bordeaux.

## Lage, Boden und Rebsorten
Das Château befindet sich zentral gelegen innerhalb des Gebietes der Appellation von Saint Émilion, nur wenige Meter von der Kirche der Gemeinde Saint-Émilion entfernt. Die 19 Hektar großen Weinberge liegen überwiegend auf dem nach Norden hin abfallenden Kalksteinplateau von Saint-Émilion. Im Süden schließen die Rebflächen von Château Canon an. Weiter westlich liegen die Weinberge von Château Beauséjour Duffau-Lagarrosse und Château Beau-Séjour Bécot.
Von den 19 Hektar liegen 15 Hektar in unmittelbarer Umgebung des Weinguts. Dieser Teil der Rebfläche ist von einer Steinmauer umgeben (Clos). Der Rest der Flächen liegt weiter nördlich zwischen den Weinbergen des ehemaligen Château Cadet-Piola und Château Fonroque.
Während auf dem lehmig-kalkigen Plateau generell überwiegend Merlot angebaut wird, eignet sich der sandig-lehmige Boden weiter südlich mehr für den Anbau von Cabernet Sauvignon und Cabernet Franc. Der Rebsortenspiegel sieht daher wie folgt aus: auf den Merlot entfällt ein hoher Anteil von 83 %; die beiden Rebsorten Cabernet Sauvignon und Cabernet Franc teilen sich respektive 9 bzw. 8 %. Bemerkenswert ist, dass das heutige Weingut auf dem Gelände eines ehemaligen Untertage-Steinbruchs liegt. Das Weingut verfügt daher über insgesamt 13 Hektar in den Fels geschlagene Keller, die sich auf insgesamt 3 verschiedene Ebenen verteilen.

## Der Wein
Das mittlere Alter der Reben liegt bei 25 Jahren (Stand 2020), der Ertrag liegt bei niedrigen 35 hl/ha. Die Trauben werden von Hand gelesen, entrappt und im Keller nochmals mehrfach nachsortiert. Die Gärung findet in temperaturgeregelten Edelstahlbehältern statt.
Der Wein wird zügig in Barriquefässer transferiert, wo er 14–18 Monate lang verbleibt. Verwendet wird jahrgangsabhängig 60 – 80 % neues Holz. Seit 1995 erfolgt die malolaktische Gärung im Holzfass.

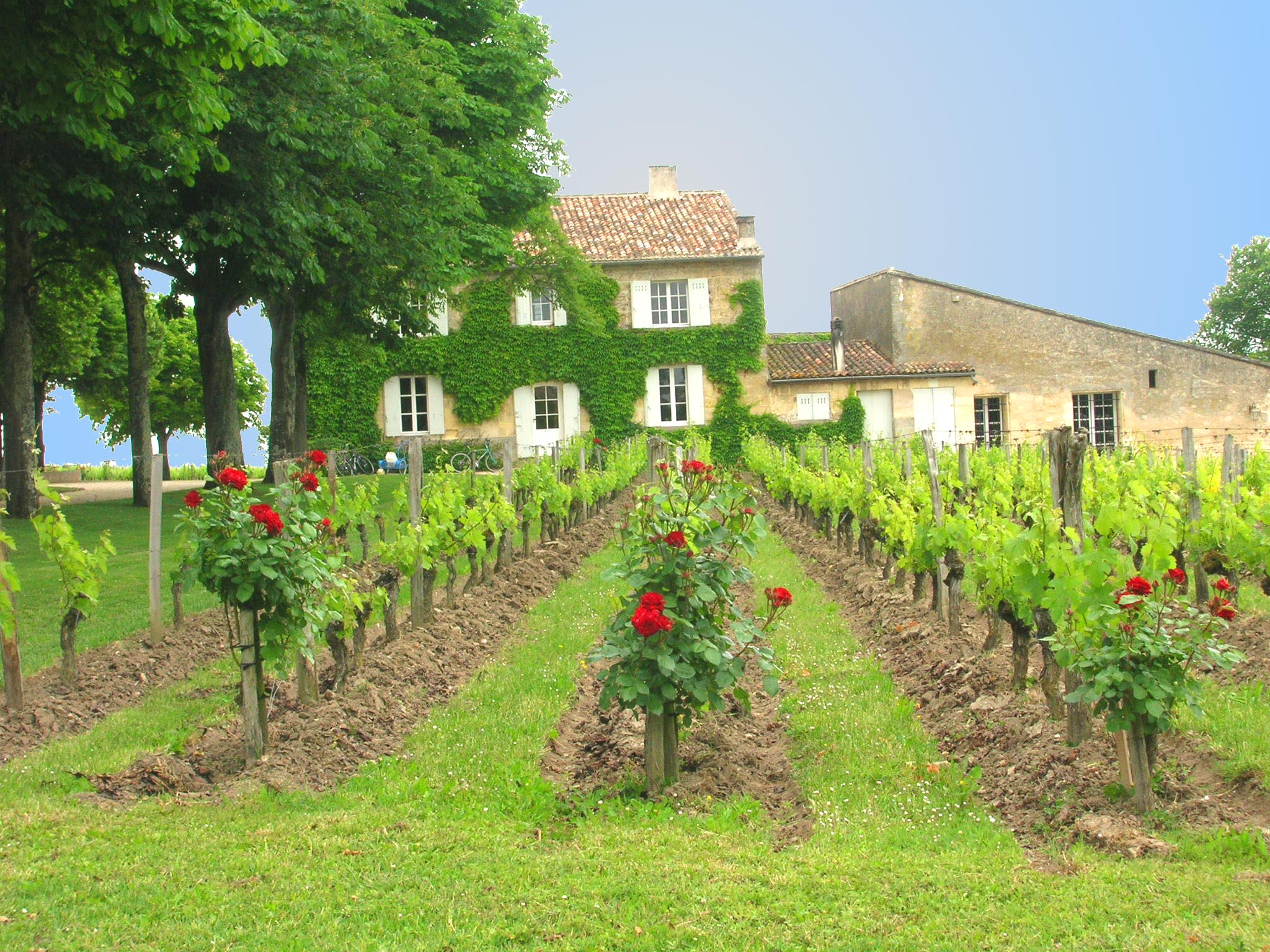
Clos Fourtet aus östlicher Richtung gesehen

## Geschichte
Die Einheit des Besitzes wird bereits Ende der 1670er Jahre erwähnt, als Jean Rulleau, Herr von „Campfort“ als Berater und Staatsanwalt des Königs in Saint-Emilion arbeitet. Jean Rulleau hatte mindestens 3 Kinder: Léon, Pierre (Kanoniker au chapître de Saint-Emilion) sowie Catherine (1690–?) die am 10. Juni 1709 Vital de Carles (1683–?), Herr von Figeac heiratet.
1767 erhielt Elie Rulleau, Sohn von Léon, nicht nur den Erbteil seines Vaters, sondern auch jenen seines Onkels Pierre. Er teilte sich den Besitz mit Vetter Elie de Carles (1720–1791), Knappe und Herr von Figeac und Sohn von Catherine.
Elie Rulleau wandelte das Anwesen definitiv in ein Weingut um. Er gab ihm ab 1784 sein heutiges Aussehen. Die Gewinne aus dem Abbau und Verkauf von Kalkstein aus den unterirdischen Stollen ermöglichte den Bau des Hauses im neoklassizistischen Stil und des Weinkeller. Außerdem errichtete der um den Weinberg eine Mauer, um seine Ernte vor Plünderern zu schützen. Mit der Anerkennung des Katasters und des Eigentums während der Revolution und des Kaiserreichs erhielten die Weinbauern das Recht, ihre Produktion zu schützen. 1789 überschrieb Elie de Carles seinen Anteil der Besitzung in Form einer Leibrente an seinen Vetter. Der Vertrag sah eine Rente in Form von einem Tonneau Wein (ca. 4 Barrique) jährlich vor.
Ab 1841 wurde der Campfourtet als einer der besten Crus von Saint-Emilion anerkannt (Publikation von Lecoutre de Beauvais).
Im Jahr 1867, während des Zweiten Kaiserreichs, wurde das Anwesen von Jean François Émile Leperche (1810–1896) übernommen, der Claudine Rulleau (verstorben 1878) geheiratet hatte. Bereits in diesem Jahr nahm Campfourtet, nunmehr „Clos Fourtet“ genannt, an der Weltausstellung in Paris teil und gewann im gleichen Jahr seine erste Goldmedaille. 1896 erbte Pierre-Ferdinand Leperche das Weingut. Bis 1900, als Raymond Martin Cahuzac das Gut nach dem Tod von Pierre-Ferdinand ersteigerte, gewann Clos Fourtet zahlreiche Auszeichnungen. Das Weingut wurde 1919 von der von Fernand Ginestet geführten Gesellschaft Latrille & Ginestet aufgekauft. Ab diesem Kauf erhielten die Etiketten des Clos Fourtet ihr heutiges Aussehen, wobei drei Goldmedaillen aus den bislang erhaltenen Auszeichnungen hervorgehoben wurden, als der Jahrgang 1918 abgefüllt wurden. Oben links auf dem Etikett wird die im Jahr 1867 erhaltenen Auszeichnung anlässlich der Weltausstellung abgebildet. Oben rechts ist die anlässlich der 7 Monate dauernden Ausstellung Exposition Internationale de Bordeaux im Jahr 1895 dargestellt. Mittig wird die Auszeichnung anlässlich der Weltausstellung 1900 gezeigt.
Nach dem Krieg, 1949, verkaufte Fernand Ginestet Clos Fourtet an die Familie Lurton und erhielt im Austausch 40 % der Anteile am Château Margaux. Der Lagerbestand an Wein verblieb bei Ginestet und Dominique Lurton übernahm die Leitung des Guts. Unter den Lurtons wurde Clos Fourtet 1955 offiziell als Premier Grand Cru de Saint-Emilion klassifiziert. 1973 traten André und Lucien Lurton die Nachfolge ihres Vaters an und ließen die sehr alten Parzellen neu bepflanzten. Sie kreierten 1983 einen Zweitwein, die „Domaine de Martialis“, der mit dem Traubenmaterial der jüngsten Weinstöcken entstand. 6 Jahre später wurden Teile des Weinkellers renoviert, der ab 1997 klimatisiert wurde. Seit
Im Januar 2001 erwarb Philippe Cuvelier – ehemaliger Direktor und Eigner des Bürobedarfshändlers Guilbert- das Weingut; er zahlte einen Betrag von ca. 45,7 Millionen Euro. Er tätigte große Investitionen, um den Weinkeller zu modernisieren, indem zwanzig temperaturgesteuerte Edelstahltanks installiert wurden. Der Zweitwein trägt seitdem den Namen „Closerie de Fourtet“.
2013 kaufte Cuvelier die Weingüter der Familie Reiffers (Château Côte de Baleau, Château les Grandes Murailles, Clos Saint-Martin). Clos Saint-Martin wurde 2014 von Sophie Fourcade-Reiffers zurückgekauft. Im Jahr 2019 wurden die Weinberge von Château les Grandes Murailles in Clos Fourtet integriert. In der Klassifizierung von 2022 behielt Clos Fourtet seinen Status, während Château les Grandes Murailles nicht mehr aufgeführt wird.

## Sonstiges
Clos Fourtet war Drehort des Films Tu seras mon fils mit den Darstellern Niels Arestrup, Lorànt Deutsch und Patrick Chesnais.